# Бобряшов, Никита Витальевич
Никита Витальевич Бобряшов (род. 10 октября 1995, Оренбург) — российский хоккеист, защитник. Мастер спорта России.

## Биография
Воспитанник ДЮСШ «Юбилейный» Оренбург. В сезоне 2012/13 дебютировал в МХЛ в местной команде «Белые тигры». Сезон 2015/16 начал в команде ВХЛ «Ариада», затем выступал за «Юбилейный» в чемпионате Оренбурга. Сезон 2016/17 провёл в «Динамо» Балашиха (ВХЛ). В конце мая 2017 года подписал контракт с «Металлургом» Магнитогорск, за который в течение двух сезонов провёл 33 матча в КХЛ, в сезоне 2017/18 также выступал за «Зауралье» Курган в ВХЛ. 1 мая 2019 года покинул «Металлург» и 30 мая заключил однолетний двусторонний контракт с «Адмиралом» Владивосток. Перед сезоном 2020/21 перешёл в «Торпедо» Нижний Новгород. Провёл в КХЛ 9 матчей и в июне 2021 года был обменян в клуб ВХЛ «Лада» Тольятти. Сезон 2023/24 ВХЛ начал в «Югре», но проведя три матча, расторг контракт и перешёл в «Дизель». С сезона 2024/25 — в ХК «Челны».
Брат Илья (род. 2004) также хоккеист.